# まぶしい人
『まぶしい人』（まぶしいひと）は、宇徳敬子の2枚目のシングル。1993年12月8日にZAIN RECORDSから発売された。規格品番：ZADL-1023。

## 概要
- 宇徳敬子2枚目のソロシングルで、自身最高売上を記録。JR東海「プラスワンキャンペーン」コマーシャルソングに使用された。
- BMGルームスよりMi-Keのラスト・アルバム『永遠のリバプールサウンド〜Please Please Me, LOVE～』が同日発売されている。
- 「BEING LEGEND Live Tour 2012」でも歌われ、宇徳の代表曲の1つである。

## タイアップ
- JR東海「プラスワンキャンペーン」CMソング

## チャート成績
オリコンチャート週間ランキングは初登場14位と前作「あなたの夢の中 そっと忍び込みたい」よりわずかながら上昇、22週連続ランクインのロングセールスとなった。

## ミュージック・ビデオ
ミュージック・ビデオが少なくとも2パターン存在し、今作のスタジオ内でのレコーディングの様子や、屋外で宇徳本人が笑顔で座っているもの、太陽光が降り注ぐ部屋の中でソファーに座りながらくつろいでいる様子とレコーディングブース内でサビを歌っている様子を撮影したもの（ブース内での部分のみ映像に淡紅色をかぶせている状態）がある。

## 収録曲
特記以外作詞・作曲：宇徳敬子
1. まぶしい人
作曲：栗林誠一郎　編曲：葉山たけし
2. あなた以外の彼女になりたい
編曲：池田大輔
3. まぶしい人　Original Karaoke